# Huis Soiron
Het Huis Soiron is een voormalig kanunnikenhuis in het centrum van de Nederlandse stad Maastricht. Het ligt aan de Grote Gracht 82 in de centrumbuurt Statenkwartier en is vanaf 2004 eigendom van de Universiteit Maastricht, die ook enkele nabije panden in gebruik heeft, waaronder de Hof van Tilly en het voormalige Jeanne d'Arclyceum. Het gebouw uit de late 18e eeuw bezit een aantal zalen met uitbundig stucwerk in Lodewijk XVI-stijl en is sinds 1966 een rijksmonument.

## Geschiedenis
Het Huis Soiron is gebouwd op een perceel aan de Grote Gracht waar tot dan toe het Huis van Cumberland had gestaan, voorheen Poort van Thisius genoemd. Dit poorthuis was tot eind 17e eeuw eigendom van het protestantse magistratengeslacht Thisius, waarna het in 1697 overging naar de familie Van Buren. De naam Huis van Cumberland is afgeleid van Willem van Cumberland, zoon van koning George II van Groot-Brittannië en derde hertog van Cumberland. Cumberland was in 1747 een van de leidende veldheren in de slag bij Lafelt (vlak bij Maastricht) tijdens de Oostenrijkse Successieoorlog. Waarschijnlijk bewoonde hij in die tijd het huis.

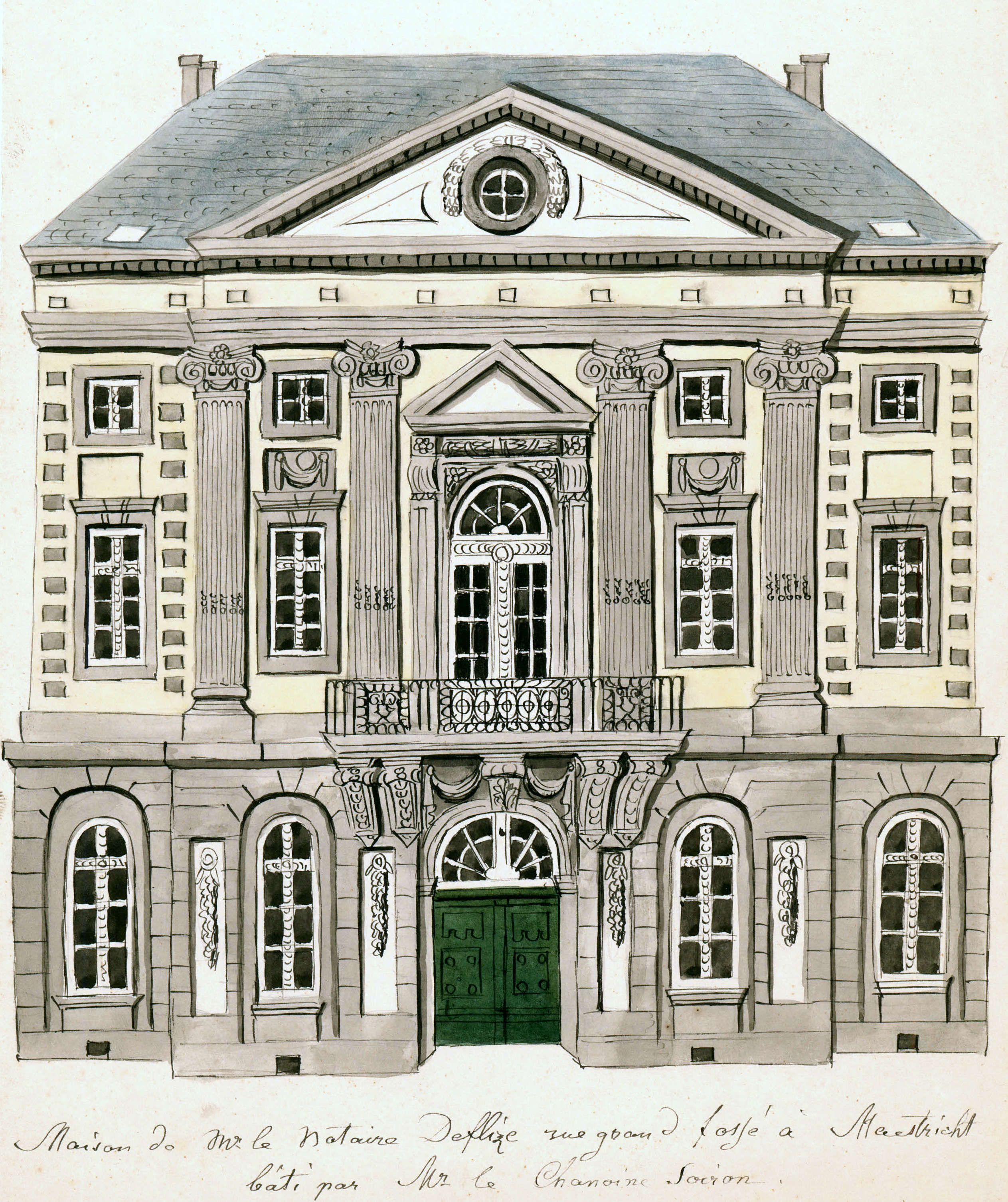
Gevel Grote Gracht (tekening Philippe van Gulpen, ca. 1840)

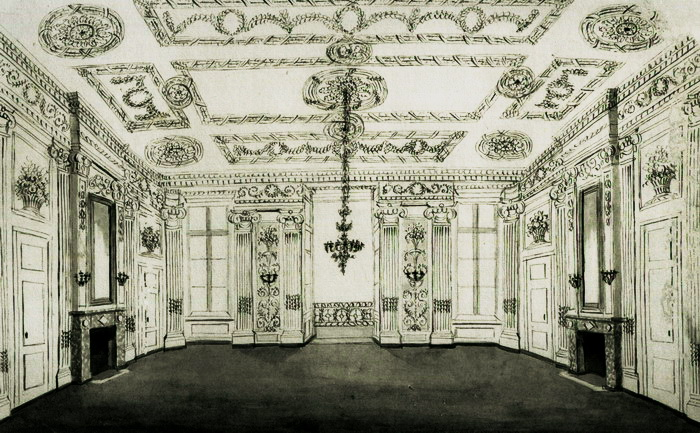
Salon (Van Gulpen, ca. 1840)

In oktober 1785 werd het vervallen pand aangekocht door de welgestelde Andreas Joseph Soiron (André) en zijn broer Wilhelmus Martinus (Guillaume), beiden kanunniken van het Sint-Servaaskapittel. Zij gaven opdracht aan hun broer Mathias Soiron, stadsbouwmeester van Maastricht, een stadspaleis te ontwerpen ter vervanging van het oude huis. In de plattegrond van het nieuwe huis is de traditionele indeling van een poorthuis in het Luikerland te herkennen: links van de doorrit bevinden zich de woonvertrekken; rechts het trappenhuis en de dienstvertrekken. De laat-classicistische gevel en het weelderige interieur etaleren de rijkdom en het aanzien van de beide broers. Minder dan tien jaar na het gereedkomen van het kanunnikenhuis was het afgelopen met de macht van het Sint-Servaaskapittel, dat in Maastricht een staat in de stad vormde. Nadat de Fransen in 1794 Maastricht hadden veroverd, verloor het kapittel een groot deel van haar privileges en bezittingen, waarna het in 1797 werd opgeheven.
De gebroeders Soiron weigerden de door de Fransen geëiste eed van haat jegens het koningschap en de anarchie af te leggen en werden daarom samen met de proost van Sint-Servaas, Thomas Jacob van Wassenaer, naar de strafkolonie Cayenne in Frans Guyana verbannen. Door tussenkomst van de Fransgezinde advocaat en volksvertegenwoordiger Charles Clément Roemers kon dat worden voorkomen en mochten de Soirons hun straf uitzitten in Compiègne. Na het Concordaat van 15 juli 1801 keerden ze naar huis terug, maar het pand aan de Grote Gracht was inmiddels in andere handen overgegaan. In 1825 woonde hier belastingontvanger en gemeenteraadslid E.H. Ruys. Omstreeks 1840 woonde notaris Deflize er.
Later woonden er leden van de familie Regout: vanaf circa 1852 Edouard Regout met vrouw en elf kinderen; daarna zijn zoon Joseph met vrouw en dertien kinderen. In 1920 verkocht de familie het huis aan de verzekeringsbank 'De Maas'. In 1962 kocht de gemeente Maastricht het voor de dienst Financiën. In dat jaar werd het pand uitgebreid gefotografeerd voor de Rijksdienst voor de Monumentenzorg, tegenwoordig Rijksdienst voor het Cultureel Erfgoed (zie afbeeldingen 'Sierstucwerk grote salon'). Vier jaar later kwam het gebouw op de monumentenlijst.
In 1987 kreeg het pand een onderwijsbestemming, eerst voor de Rijkshogeschool Opleiding Tolk-Vertaler (thans Zuyd Hogeschool), die in 1989 op het achterterrein een nieuwe vleugel liet bijbouwen. In 1999 kocht de Universiteit Maastricht het Huis Soiron. Vanaf 2004 is hier de Faculteit der Cultuurwetenschappen gevestigd, tegenwoordig aangeduid als Faculty of Arts and Social Sciences (FASoS). In 2003 verwierf de universiteit het belendende pand Hof van Tilly, dat met het Huis Soiron verbonden werd. Inmiddels zijn ook de zogenaamde Ursulinenscholen eigendom van de universiteit, waardoor in dit gedeelte van de binnenstad een tweede campus, naast het Jekerkwartier, is ontstaan.

## Beschrijving

### Exterieur
Het Huis Soiron heeft door de brede, statige voorgevel aan de Grote Gracht het aanzien van een stadspaleis. Het pand is vijf vensterassen breed en drie etages hoog. De gevel is voorzien van een middenrisaliet met gecanneleerde Ionische pilasters en een bekronend fronton. Het begane grondgedeelte van de gevel is van Naamse steen met blokwerk, voorzien van rondboogvensters en in het midden een eveneens rondbogige koetspoort. Boven de poort bevindt zich op gebeeldhouwde consoles een balkon met een smeedijzeren hek met geometrische ornamenten. Boven de balkondeuren bevindt zich een kleiner fronton. Aan weerszijden van het balkon bevinden zich rechthoekige vensters, vier hoge op de eerste verdieping en vier lage op de tweede. Tussen de vensters van het middenrisaliet zijn festoenen aangebracht.

### Interieur
Het interieur van het kanunnikenhuis wordt in tweeën gedeeld door een achter de toegangspoort gelegen doorgang, bedoeld voor paardenkoetsen. Ter rechterzijde van deze doorrit bevindt zich de originele 18e-eeuwse eikenhouten trap met gesneden trapleuning. De doorgang fungeert tegenwoordig als hal en is versierd met gestukadoorde pilasters. Verschillende vertrekken op de begane grond bezitten plafonds, wanden en schoorsteenmantels met sierstucwerk in Lodewijk XVI-stijl.

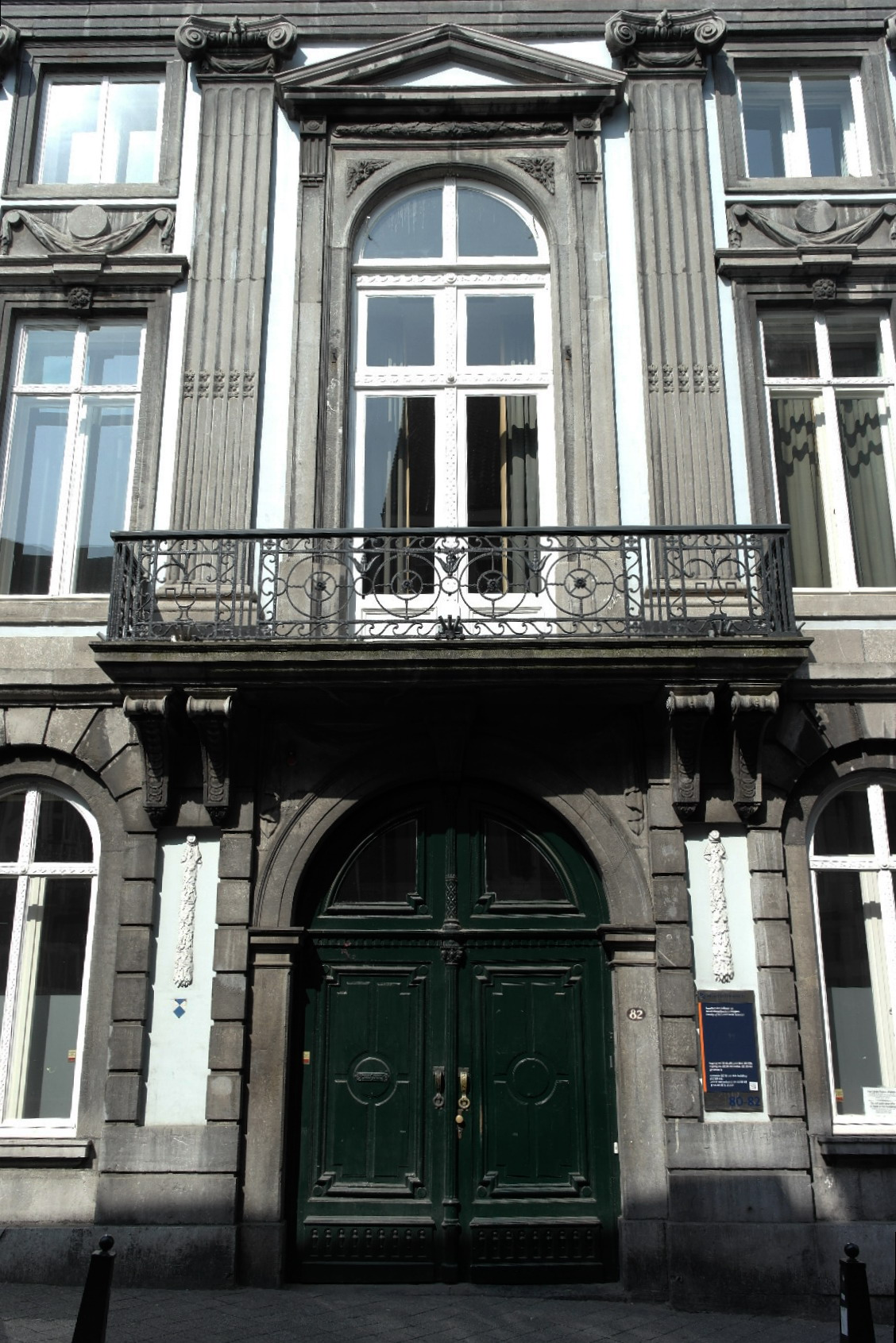
Detail gevel
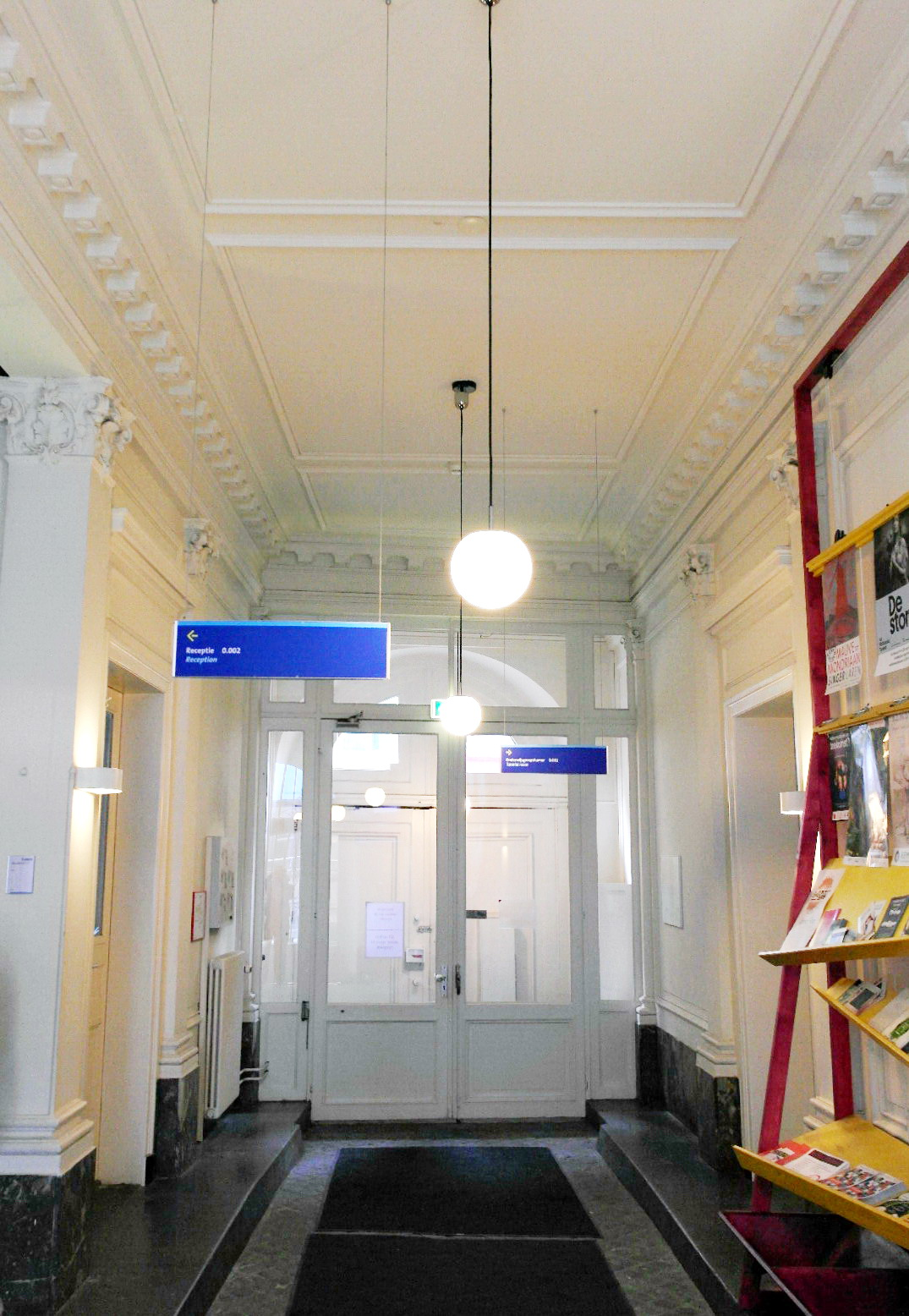
Hal begane grond
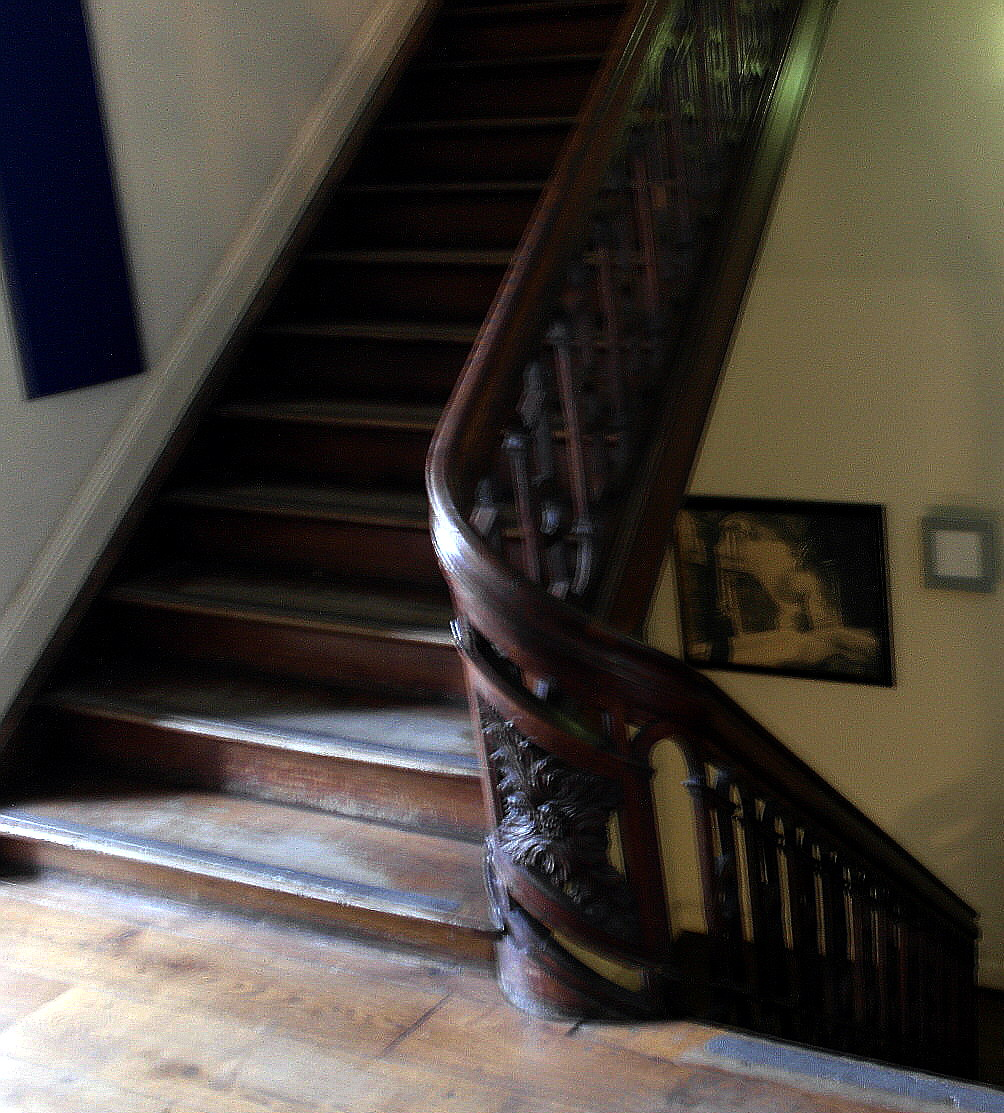
18e-eeuwse trap
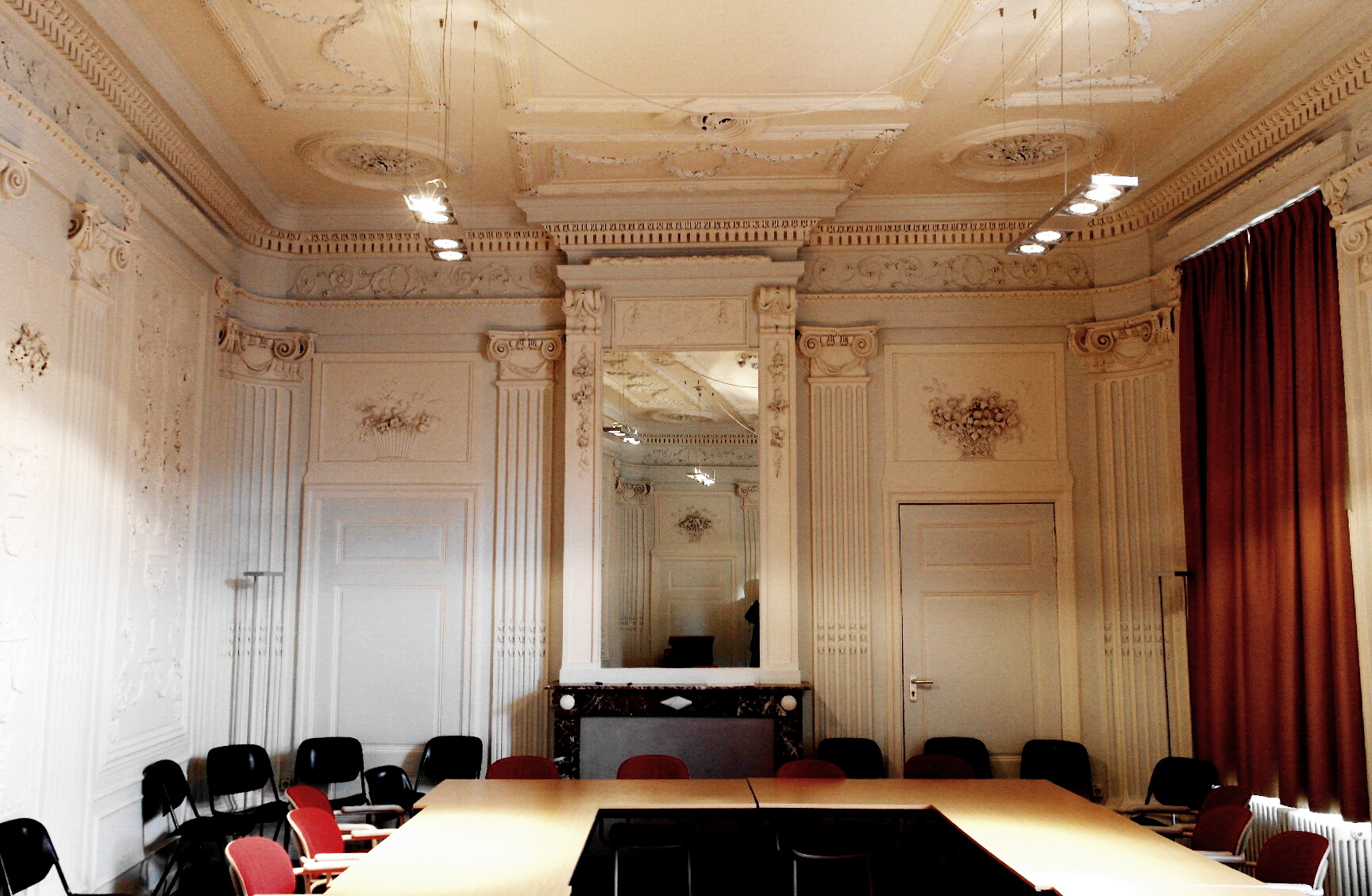
Grote salon

#### Sierstucwerk grote salon
De grote ontvangstzaal op de eerste etage ligt aan de voorzijde en strekt zich bijna over de volle breedte van het pand uit. Aan de korte zijden staan twee schoorsteenmantels tegenover elkaar, geflankeerd door deuren waarachter zich kleine dienstruimten bevinden. De lange zuidzijde wordt gedomineerd door dubbele balkondeuren en flankerende vensters. Aan de noordzijde, naar de hal toe, bevinden zich eveneens openslaande deuren. Het plafond en de wanden tussen deuren en ramen zijn rijk versierd met 18e-eeuwse stucwerkdecoraties. Brede, gecanneleerde pilasters verdelen de wanden in panelen, waarin gestukadoorde bloemenvazen, bloemen- en vruchtenmanden en kandelaberornamenten zijn aangebracht. De gebruikte motieven verwijzen naar de in die tijd pas ontdekte villa's in Pompeï en Herculaneum. Of het stucwerk van de hand is van Petrus Nicolaas Gagini, die geregeld samenwerkte met Soiron en die in hetzelfde jaar 1785 werkte aan de decoratie van het Huis Eyll in Heer, is niet met zekerheid te zeggen.

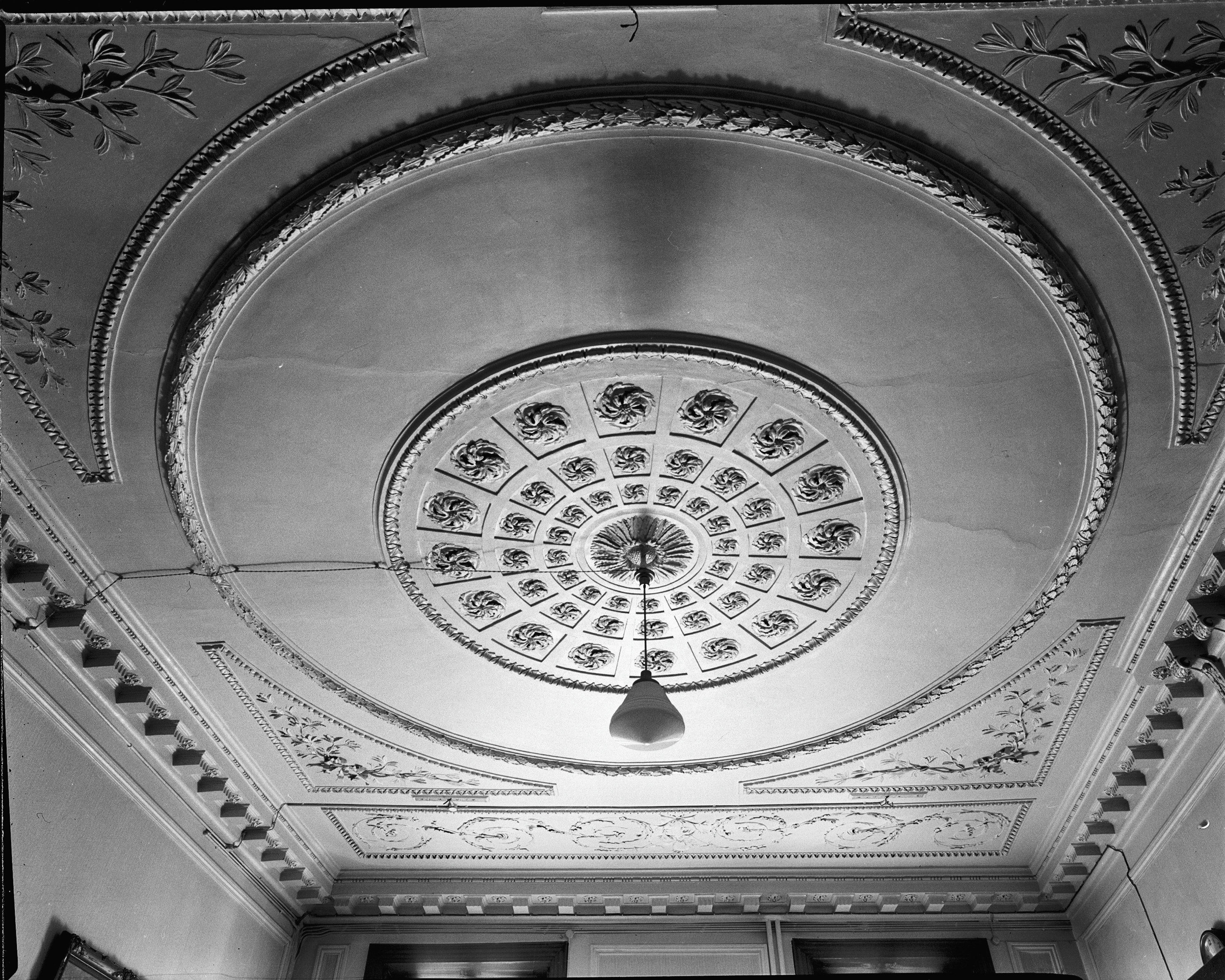
Voorkamer beneden
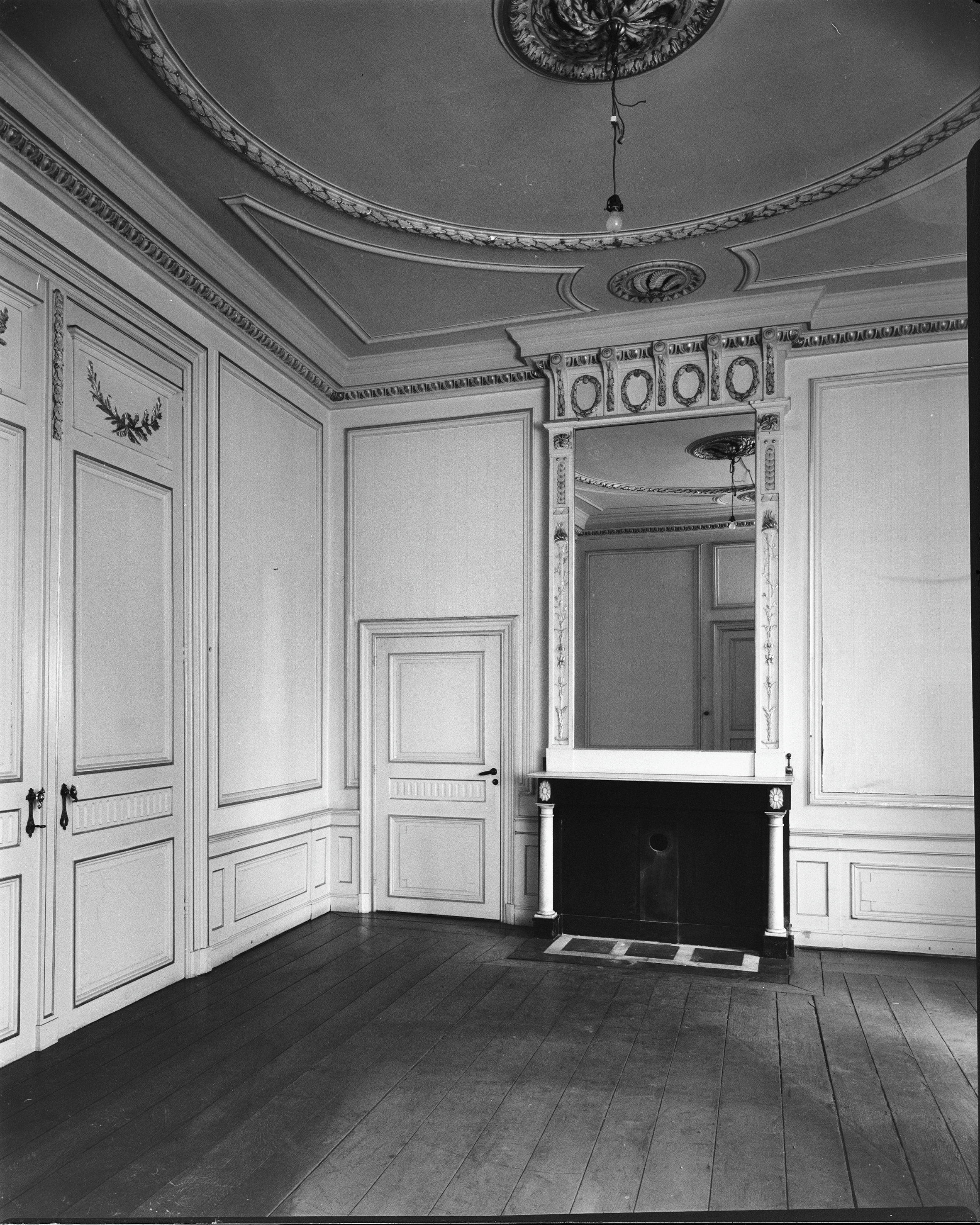
Achterkamer beneden
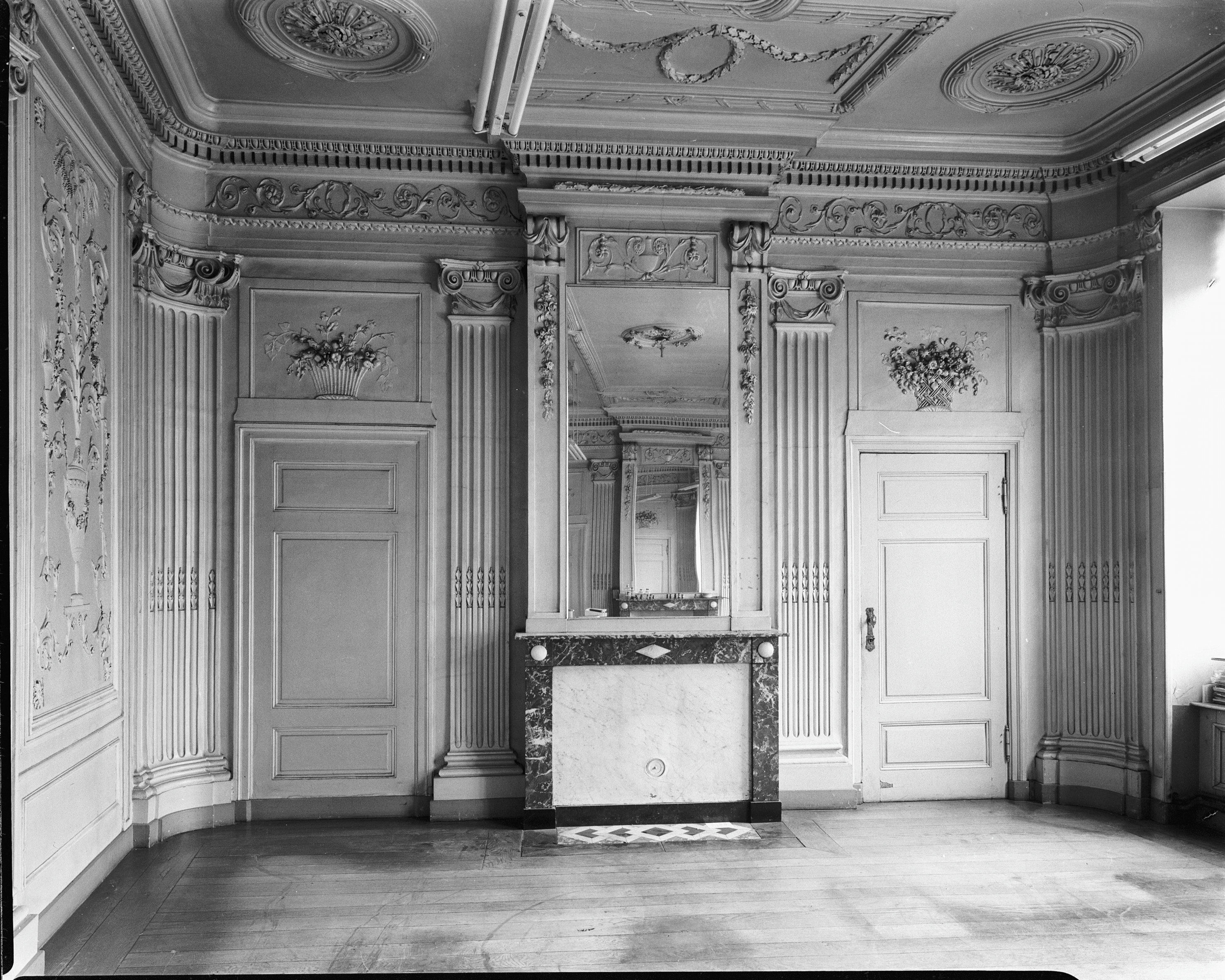
Grote salon 1e etage
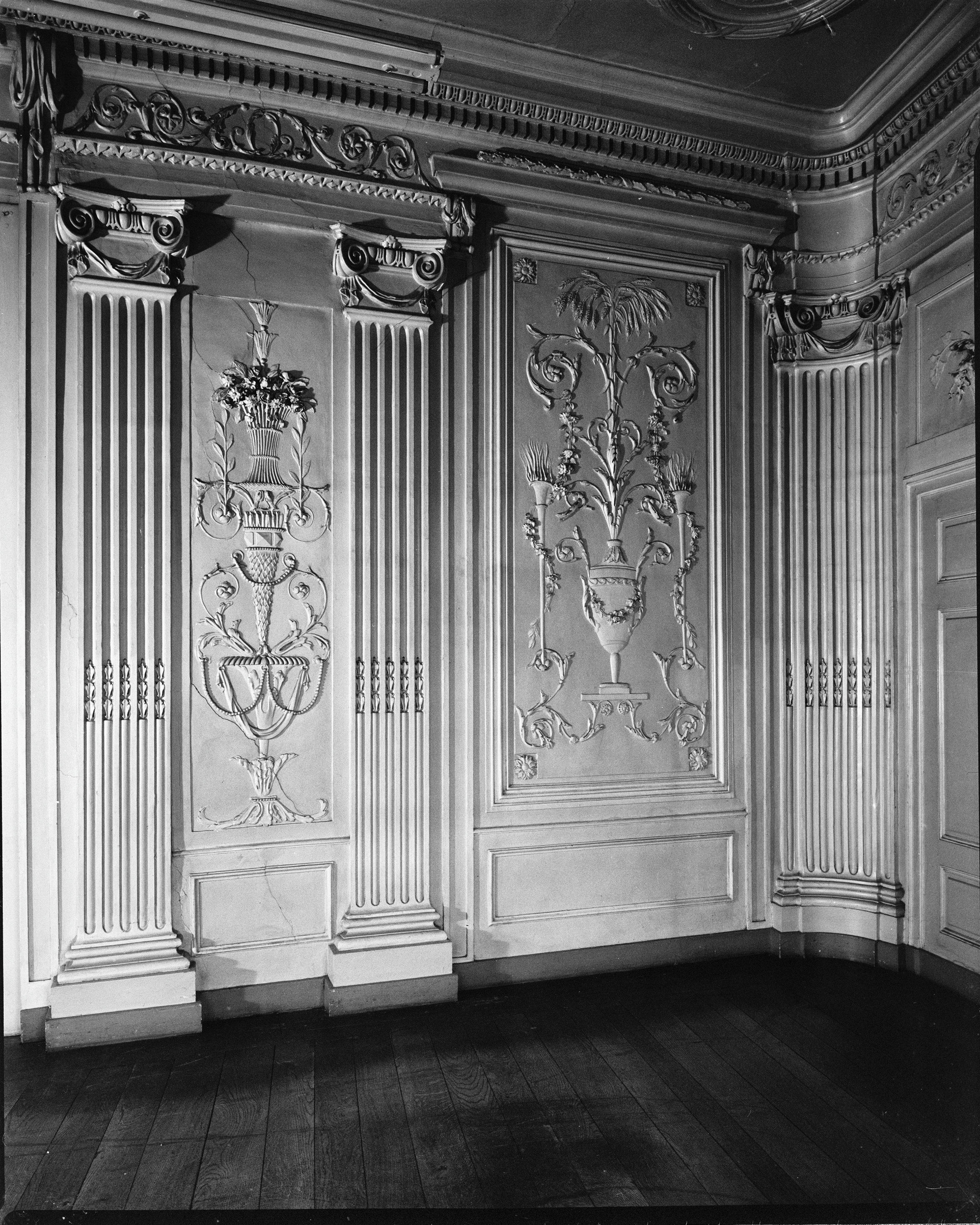
Detail grote salon